# Marion Rottenhofer
Marion Rottenhofer (* 18. Jänner 1966 in Sankt Veit an der Glan) ist eine österreichische Schauspielerin.

## Leben
Rottenhofer erhielt ihre Schauspielausbildung im Franz Schubert Konservatorium in Wien und wirkte in Theaterproduktionen und Filmen mit.
1998 spielte sie im Film „Beasty girl“ u. a. mit Alexander Pschill, Regie: Johannes Fabrick, 1999 in der Rolle Agnieszka in „Geboren in Absurdistan“ mit Josef Hader, Julia Stemberger und Karl Markovics, Regie: Houchang Allahyari. Weiters stellte sie die Rolle der Schwester Lisa in dem Film „Ene mene muh – und tot bist du“ dar. 2001 spielte sie mit Karl Merkatz und Marianne Mendt, Regie Houchang Allahyari im Film „Winzerkönig“, 2003 mit u. a. Harald Krassnitzer, in Soko Kitzbühel 2001, in Little world mit Alf Poier, 2009 in „Blackout journey“. Außerdem spielte Marion Rottenhofer im Spielfilm „Jetzt erst recht“ mit Marianne Mendt und Peter Weck, Regie Michael Kreihsl mit und in anderen Filmen und Werbespots (z. B. Deutsche Bahn).
Marion Rottenhofer spielte außerdem in zahlreichen Theaterproduktionen und Theatergruppen mit, 2019 im Stück „Lebenslänglich“ (Theater neue Tribüne), in der Rolle Sheila in „Halbe Wahrheiten“ (Theater Rakete), 2021 mit dem Tourneetheater im Stück „der Mann im Blumentopf“ (Regie: Stephan Bruckmeier), oder als Marian Selby im Stück „Keine Leiche ohne Lilly“ (Theater Center Forum). Sie lebt in Wien.

## Filmografie (Auswahl)
- 1998: Beasty girl (Regie: Johannes Fabrik)
- 1999: Geboren in Absurdistan (Regie: Houchang Allahyari)
- 2001: Ene mene muh – und tot bist du (Regie: Houchang Allahyari)
- 2001: Bride of the wind (Regie: Bruce Beresford)
- 2001: Soko Kitzbühel (Regie: Stephan Klisch)
- 2003: Jetzt erst Recht (Regie: Michael Kreihsl)
- 2004: Black out journey (Regie: Sigi Kamml)
- 2009: little world (Regie: Marko Zimprich)
- 2015: Alles wird gut (Regie: Patrik Vollrath)
- 2016: Zum wohle Aller (Regie: Franziska Zeiser)
- 2018: Der kleine Tod (Regie: Christoph Rohner)
- 2021: Eastside (Regie: Pius Okaba)
- 2021: Alles ist jetzt (Regie: Veronika Penz)
- 2021: Janus ewiges Schicksal (Regie: Renate Woltron)
- 2022: Mama, wir haben noch Gardinen im Garten! (Regie: Katrin Butt)